# Castlecrag Mountain
Castlecrag Mountain är ett berg i Kanada.   Det ligger i provinsen British Columbia, i den sydvästra delen av landet, 3 700 km väster om huvudstaden Ottawa. Toppen på Castlecrag Mountain är 1 765 meter över havet, eller 141 meter över den omgivande terrängen. Bredden vid basen är 0,55 km.
Terrängen runt Castlecrag Mountain är bergig åt sydväst, men åt nordost är den kuperad.Runt Castlecrag Mountain är det glesbefolkat, med 14 invånare per kvadratkilometer.. Det finns inga samhällen i närheten. 
I omgivningarna runt Castlecrag Mountain växer i huvudsak barrskog.